# Dactylotum bicolor
Dactylotum bicolor là một loài châu chấu, và là loài duy nhất được biết đến trong chi của nó. Nó được tìm thấy trong đồng cỏ ngắn và đồng cỏ sa mạc suốt Tây Great Plains của Hoa Kỳ (và miền nam Canada), phía nam đến Arizona, New Mexico, Texas, và vào miền bắc Mexico.